# Silvano (divinità)
Silvano (dal latino Silvanus) è una figura della mitologia romana, è il dio delle selve e delle campagne.

## Caratteristiche

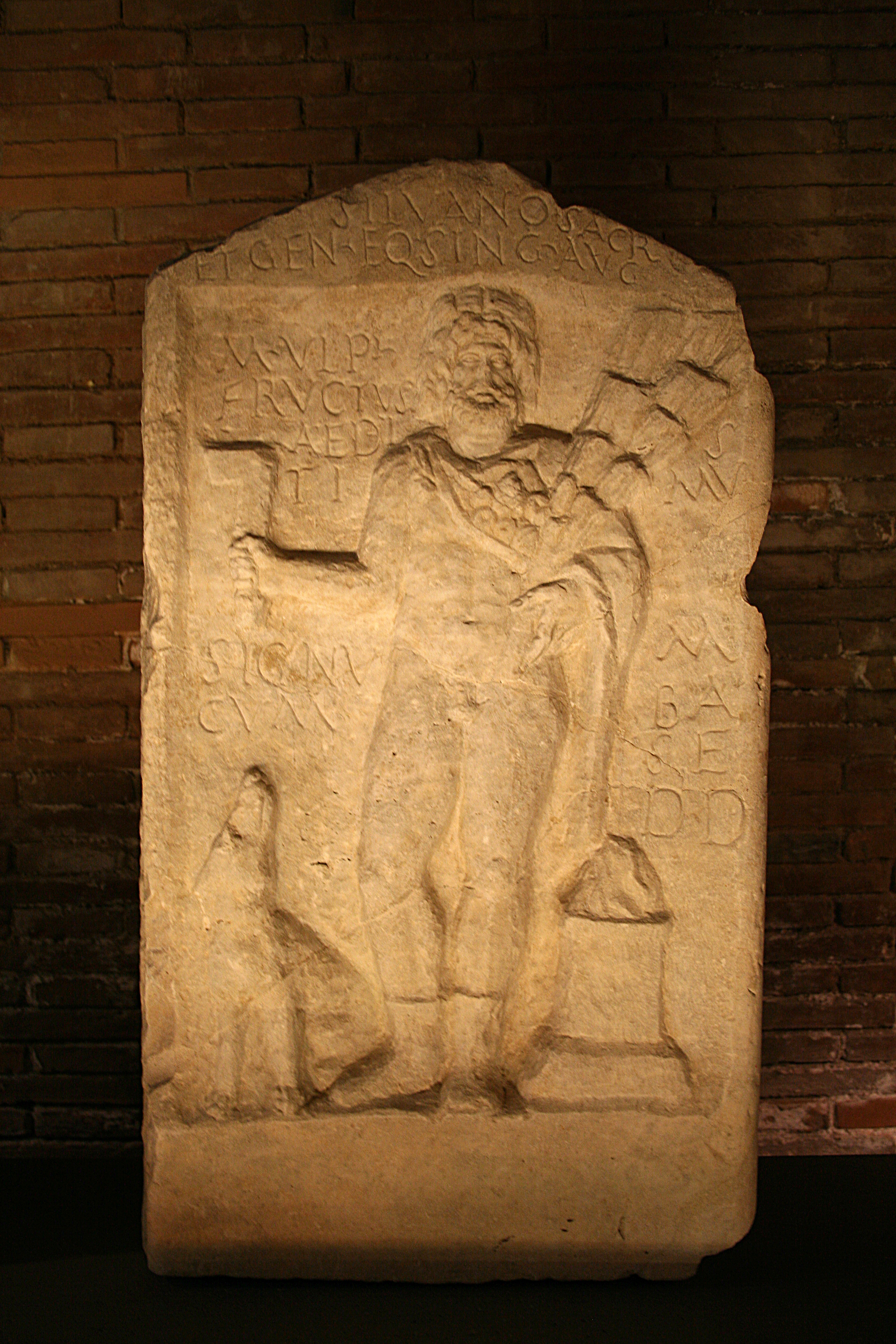
Rilievo romano di Silvano

Deriva dal dio etrusco Selvans, divinità protettrice della natura e delle attività agresti.
Come le divinità antiche della natura selvaggia era considerato temibile e pericoloso per i neonati e le partorienti. Essendo temuto e venerato dai contadini, gli agricoltori erano soliti placare il dio prima di dissodare un terreno, con una triplice cerimonia che ne invocava la protezione sui pascoli, sulle dimore e sui terreni stessi.
Per proteggere i neonati dalle aggressioni notturne del dio, gli antichi Romani invocavano tre divinità tutelari: Pilumno, Intercidona e Deverra.
In origine "Silvanus", era un epiteto del dio Fauno o di Marte e solo successivamente assunse il grado di divinità autonoma. Veniva spesso identificato con Pan o con Sileno, e spesso il suo "numen" si trova accostato alla figura di Marte. Il suo culto era vietato alle donne.
Il suo aspetto era umano, ma talvolta veniva raffigurato con cosce e gambe di caprone e corna sulla fronte.
Secondo una leggenda, dopo la cacciata da Roma di Tarquinio il Superbo, il dio ammonì l'esercito etrusco (desideroso di riportare il sovrano sul trono), di non attaccare i Romani, mettendolo in fuga.